# 2020년 영화
다음은 2020년 영화에 대한 정보이다. 이 해에 개봉된 영화와 주요 박스오피스, 영화제 등을 기재한다.

## 박스오피스
2020년 내에 개봉된 영화를 대상으로 한 전 세계 박스오피스 순위는 다음과 같다.
| 순위 | 제목                           | 배급사                             | 전 세계 수익 |
| ---- | ------------------------------ | ---------------------------------- | ------------ |
| 1    | 극장판 귀멸의 칼날: 무한열차편 | 도호 / 애니플렉스 (소니 뮤직 재팬) | $500,000,000 |
| 2    | 800                            | CMC 픽처스                         | $472,000,000 |
| 3    | 나와 나의 고향                 | 차이나 라이언                      | $433,241,288 |
| 4    | 나쁜 녀석들: 포에버            | 소니                               | $426,505,244 |
| 5    | 테넷                           | 워너 브라더스                      | $363,656,624 |
| 6    | 슈퍼 소닉                      | 파라마운트                         | $319,715,683 |
| 7    | 닥터 두리틀                    | 유니버설                           | $245,521,062 |
| 8    | 강자아                         | 베이징 인라이트 픽처스             | $240,661,689 |
| 9    | 송니일타소홍화                 | HG 엔터테인먼트                    | $238,600,000 |
| 10   | 쇼크 웨이브 2                  | 유니버스 필름 유통회사             | $226,320,000 |

코로나19 범유행으로 인해 세계 전반적으로 영화 시장이 크게 위축되었으며, 특히나 동양보다 서양에서 피해를 더 심하게 겪으면서 중국 영화들이 다수 10위권에 올랐다. 2020년, 영화사상 최초로 중국이 미국을 제치고 세계 최대 영화 시장이 되었다.

## 이벤트
영화상
- 1월 5일 : 제77회 골든 글로브상
- 1월 12일 : 제25회 크리틱스 초이스 어워드
- 1월 19일 : 제26회 미국 배우 조합상
- 2월 2일 : 제73회 영국 아카데미 영화상
- 2월 9일 : 제92회 아카데미상
- 2월 28일 : 제45회 세자르상
- 6월 3일: 제56회 대종상
- 6월 5일: 제56회 백상예술대상

영화제
- 1분기
  - 1월 23일 ~ 2월 2일 : 2020 선댄스 영화제
  - 2월 20일 ~ 3월 1일 : 제70회 베를린 국제 영화제
  - 3월 13일 ~ 17일 : 2020 SXSW 영화제 (코로나바이러스 유행으로 인한 개최 취소)

- 2분기
  - 4월 15일 ~ 4월 26일 : 제19회 트라이베카 영화제 (코로나바이러스 유행으로 인한 개최 취소)
  - 5월 12일 ~ 23일 : 제73회 칸 국제 영화제 (코로나바이러스 유행으로 인한 개최 취소)
  - 5월 28일 ~ 6월 6일 : 제21회 전주국제영화제
  - 6월 4일 ~ 8일 : 제8회 무주산골영화제
  - 6월 18일 ~ 23일 : 제2회 평창국제평화영화제

- 3분기
  - 7월 9일 ~ 16일 : 제24회 부천국제판타스틱영화제
  - 8월 13일 ~ 17일 : 제16회 제천국제음악영화제
  - 9월 2일 ~ 12일 : 제77회 베네치아 국제 영화제
  - 9월 3일 ~ 7일 : 제47회 텔류라이드 영화제 (코로나바이러스 유행으로 인한 개최 취소)
  - 9월 10일 ~ 21일 : 제45회 토론토 국제 영화제
  - 9월 17일 ~ 10월 11일 : 제58회 뉴욕 영화제

- 4분기
  - 10월 7일 ~ 18일 : 제64회 BFI 런던 영화제
  - 10월 15일 ~ 22일 : 2020 AFI 페스트
  - 10월 21일 ~ 30일 : 제25회 부산국제영화제
  - 10월 31일 ~ 11월 9일 : 제33회 도쿄국제영화제

## 2020년 개봉작

### 외국 영화
국내 영화가 아닌 수입 영화들의 목록이다. 개봉일은 역시 대한민국 기준이며, 대한민국 내에서 개봉한 영화들만을 다룬다. 국내 개봉과 상관없이 전세계에서 2020년에 개봉된 영화를 보고 싶다면 관련 분류를 참고.

## 영화 목록
2020년 한 해 전세계에서 개봉된 모든 영화의 목록을 추렸다.
- 2020년 대한민국의 영화 목록
- 2020년 미국의 영화 목록
- 2020년 일본의 영화 목록
- 2020년 중국의 영화 목록
- 2020년 영국의 영화 목록
- 2020년 프랑스의 영화 목록
- 2020년 러시아의 영화 목록